# I rangers della foresta
I rangers della foresta (The Forest Rangers) è una serie televisiva canadese in 104 episodi trasmessi per la prima volta nel corso di 3 stagioni dal 1963 al 1965.
È una serie d'avventura incentrata sulle vicende di una squadra di guardie forestali del Canada guidata da Chub Stanley.

## Personaggi e interpreti
- Chub Stanley (93 episodi, 1963-1965), interpretato da Ralph Endersby.
- Mike Forbes (88 episodi, 1963-1965), interpretato da Peter Tully.
- George Keeley (85 episodi, 1963-1965), interpretato da Graydon Gould.
- Joe Two Rivers (70 episodi, 1963-1965), interpretato da Michael Zenon.
- Kathy (57 episodi, 1963-1965), interpretato da Susan Conway.
- Peter Keeley (44 episodi, 1963-1964), interpretato da Rex Hagon.
- Sergente Scott (34 episodi, 1963-1965), interpretato da Gordon Pinsent.
- Ted (32 episodi, 1964-1965), interpretato da George Allan.
- Gaby La Roche (29 episodi, 1963), interpretato da Syme Jago.
- Prospector Macleod (21 episodi, 1963-1965), interpretato da Joe Austin.
- Matt Craig (19 episodi, 1963-1965), interpretato da Eric Cryderman.
- Zeke (18 episodi, 1963-1965), interpretato da Ronald Cohoon.
- Danny Bailey (11 episodi, 1963-1965), interpretato da Matthew Ferguson.
- Uncle Raoul (11 episodi, 1963-1965), interpretato da Rolland Bédard.
- Radio Operator (11 episodi, 1964-1965), interpretato da Steven Barringer.
- Fred Cooper (10 episodi, 1963-1965), interpretato da Doug Master.
- Johnson (9 episodi, 1963-1965), interpretato da John Mackin.
- Johnny O'Reilly (7 episodi, 1963-1964), interpretato da Michael Tully.
- Charlie Appleby (7 episodi, 1963-1965), interpretato da Gerard Parkes.

### Guest star
Tra le guest star: Leslie Yeo, Danny Henry, Rex Sevenoaks, Roland Bedard, George Luscombe, Don Arioli, Sean Sullivan, Marc Strange, Kenneth Ponzo, James Barron, Simon Tully, Jonathan White, John Kastner.

## Produzione
La serie fu prodotta da ASP Productions e Canadian Broadcasting Corporation e Incorporated Television Company e girata nell'Ontario e nei Toronto International Studios di Toronto, in Canada. Le musiche furono composte da John Bath.

### Registi
Tra i registi sono accreditati:
- George McCowan in 42 episodi (1963-1965)
- George Gorman in 16 episodi (1963-1965)
- Paul Almond in 15 episodi (1963-1965)
- Don Haldane in 15 episodi (1963-1965)
- Eric Till in 7 episodi (1963-1965)
- Ronald Weyman in 4 episodi (1965)
- Leslie Arliss in 3 episodi (1963)
- Melwyn Breen in 3 episodi (1965)

### Sceneggiatori
Tra gli sceneggiatori sono accreditati:
- Lindsay Galloway in 59 episodi (1963-1965)
- George Salverson in 13 episodi (1963-1965)
- Brian Hadley James in 12 episodi (1964-1965)
- Michael Leighton in 11 episodi (1964-1965)
- William Davidson in 5 episodi (1965)
- Donald Jack in 2 episodi (1963)

## Distribuzione
La serie fu trasmessa in Canada dal 1963 al 1965 sulla rete televisiva Canadian Broadcasting Corporation. In Italia è stata trasmessa con il titolo I rangers della foresta.
Alcune delle uscite internazionali sono state:
- in Canada il 1963 (The Forest Rangers)
- in Germania Ovest (Indian River)
- in Finlandia (Nuoret metsänvartijat)
- in Italia (I rangers della foresta)

## Episodi
| Stagione         | Episodi | Prima TV Canada |
| ---------------- | ------- | --------------- |
| Prima stagione   | 40      | 1963            |
| Seconda stagione | 31      | 1964            |
| Terza stagione   | 33      | 1965            |